# Schljusnoje
Schljusnoje (russisch Шлюзное, deutsch Woynothen, 1938–1945 Kleinnorkitten, litauisch Vainotai) ist ein Ort in der russischen Oblast Kaliningrad. Er gehört zur kommunalen Selbstverwaltungseinheit Stadtkreis Tschernjachowsk im Rajon Tschernjachowsk.

## Geographische Lage
Schljusnoje liegt am Südufer des Pregel (russisch: Pregolja) nördlich der Föderalstraße A229 (auch Europastraße 28, früher Reichsstraße 1), 21 Kilometer westlich der Stadt Tschernjachowsk (Insterburg). Die nächste Bahnstation ist Meschduretschje (Bahnhof Norkitten) an der Bahnstrecke Kaliningrad–Tschernyschewskoje (Königsberg–Eydtkuhnen/Eydtkau) zur Weiterfahrt nach Litauen und in das russische Kernland.

## Ortsname
Das russische Wort „Шлюз“ („Schljus“) bedeutet „Schleuse“ und nimmt Bezug auf die unweit gelegene Schleuse am Pregel, die dem Ort („Schleusenort“) somit den Namen gibt.

## Geschichte
Das einstige Waynothin wurde im Jahre 1352 gegründet. Das Gutsdorf wurde am 17. Juni 1721 von Fürst Leopold von Anhalt Dessau (der „alte Dessauer“) gekauft. Am 30. August 1757 brannte der Ort während der Schlacht bei Groß-Jägersdorf nieder und wurde wieder aufgebaut. Ab etwa 1870 wurde das Gut vom Fürstenhaus Anhalt-Dessau verpachtet.
Im Jahre 1874 wurde Woynothen in den neu errichteten Amtsbezirk Norkitten (heute russisch: Meschduretschje) eingegliedert, der bis 1945 zum Kreis Insterburg im Regierungsbezirk Gumbinnen der preußischen Provinz Ostpreußen gehörte. Im Jahre 1910 lebten in Woynothen 116 Einwohner. Nach nahezu 60-jähriger Pachtzeit übernahm 1926 das Fürstenhaus Anhalt wieder das Gut, allerdings nur bis 1930, danach wurde es wieder verpachtet.
Bereits zwei Jahre früher, am 30. September 1928 gab Woynothen seine Selbständigkeit auf und schloss sich mit den Landgemeinden Mangarben (heute russisch: Priwalowo) und Norkitten (Meschduretschje) und den Gutsbezirken Schloßberg (Botschagi) und Norkitten zur neuen Landgemeinde Norkitten zusammen. Am 3. Juni 1938 verlor der Ort auch seinen bisherigen Namen und wurde aus politisch-ideologischen Gründen in „Kleinnorkitten“ umbenannt.
In Folge des Zweiten Weltkrieges kam das Dorf 1945 mit dem nördlichen Ostpreußen zur Sowjetunion. 1950 erhielt der Ort die russische Bezeichnung Schjusnoje. Der Ort wurde dem Dorfsowjet Meschduretschenski selski Sowet im Rajon Tschernjachowsk zugeordnet und gelangte nach dessen Auflösung im Jahr 1961 in den Bereschkowski selski Sowet. Von 2008 bis 2015 gehörte Schlujsnoje zur Landgemeinde Swobodnenskoje selskoje posselenije und seither zum Stadtkreis Tschernjachowsk.

## Pregel-Schleuse Nr. 3 bei Schljusnoje
Unweit von Schljusnoje befindet sich eine wohl in den 1920er Jahren gebaute Pregel-Schleuse als Schleuse (3) neben  (1) Snamensk (Wehlau), (2) Talpaki (Taplacken), (4) Meschduretschje (Norkitten) und (5) Saowraschnoje (Schwägerau), deren Maße alle einheitlich bis 45 Meter Länge und sieben Meter Breite betragen, heute nur noch eingeschränkt nutzbar sind.

## Kirche
Die überwiegend evangelische Einwohnerschaft Woynothens tesp. Kleinnorkittens war in das Kirchspiel der Kirche Norkitten (Meschduretschje) eingepfarrt. Sie gehörte zum Kirchenkreis Insterburg (Tschernjachowsk) in der Kirchenprovinz Ostpreußen der Kirche der Altpreußischen Union. Heute liegt Schljusnoje im Einzugsbereich der neu entstandenen evangelisch-lutherischen Gemeinde in Talpaki (Taplacken), einer Filialgemeinde der Auferstehungskirche in Kaliningrad (Königsberg) in der Propstei Kaliningrad der Evangelisch-lutherischen Kirche Europäisches Russland.